# 斎藤明彦
齋藤 明彦（さいとう あきひこ、1940年7月24日 - 2024年1月15日）は、日本の工学博士、実業家。トヨタ自動車副社長、デンソー代表取締役会長を歴任。
1968年、名古屋大学大学院工学研究科博士課程修了。同年、トヨタ自動車工業（現トヨタ自動車）入社。同社取締役、副社長等を経て、2005年デンソー代表取締役副会長、2007年代表取締役会長。

## 経歴
- 1959年 東海高等学校卒業[1]
- 1963年 名古屋大学工学部卒業[2]
- 1968年 名古屋大学大学院工学研究科博士課程修了、工学博士（学位請求論文『差形係数励振振動の研究』[3]）
- 1968年 トヨタ自動車工業（現トヨタ自動車）入社
- 1975年 製品企画室（セリカ・カリーナ担当）
- 1980年 製品企画室（カローラ担当）
- 1989年 トヨタ自動車㈱製品企画統括部チーフエンジニア
- 1996年 トヨタ自動車常務取締役
- 1998年 トヨタ自動車専務取締役
- 2001年 トヨタ自動車副社長
- 2005年 デンソー代表取締役副会長
- 2007年 デンソー代表取締役会長
- 2009年 デンソー特別顧問

## 引用
1. ↑  「【1959年・東海高校卒業】齋藤明彦（デンソー顧問・トヨタ自動車顧問）インタビュー」
2. ↑  「特別寄稿」
3. ↑  博士論文書誌データベース